# Persoonia rigida
Persoonia rigida este un arbust originar din statele New South Wales și Victoria în estul Australiei. Întâi colectată de către George Caley în 1804, a fost una din multele plante australiene descrise pentru prima dată de botanistul scoțian Robert Brown în 1830. În cadrul genul Persoonia, specia P. rigida este clasificată în grupul Lanceolata, un grup de 54 de specii înrudite cu flori similare, dar frunze foarte diferite. Aceste specii se încrucișează de multe ori între ele acolo unde conviețuiesc. Planta crește ca un arbust mic, înalt de doar 1 metru, și are ramurile și frunzele noi păroase. Frunzele înguste măsoară între 1,5 și 4,5 centimetri lungime și între 0,4 și 1,9 centimetri lățime. Acestea sunt spatulate sau obovate ca formă, cu marginile întoarse în jos. Inflorescențele apar în timpul verii și sunt compuse din flori galbene cu periant păros. Proporția florilor care produc fructe este neobișnuit de mare în cazul P. rigida comparativ cu alți membri ai genului.
Persoonia rigida este răspândită de la Liverpool Range în centrul New South Wales spre sud  în centrul Victoria, unde ajunge până la Grampians National Park. Apare pe partea interioară (nord și vest) a Great Dividing Range, dar se extinde spre est până la Springwood în Blue Mountains. Altitudinea variază de la 300 la 1300 de metri. Crește pe soluri pe bază de gresie sau pietroase uscate în păduri sclerofile sau lande. Se știe că hibridizează cu P. juniperina, precum și cu P. sericea. Speciile de arbori asociate în Victoria sunt Eucalyptus macrorhyncha și Eucalyptus polyanthemos.
Persoonia rigida a fost cultivată în Anglia în anul 1824, dar este rar întâlnită în grădini acum, nefiind atrăgătoare pentru horticultori.